# Apple IIe
O Apple IIe foi o terceiro modelo da série de microcomputadores Apple II produzida pela Apple Computer. O e no nome vinha de enhanced ("aperfeiçoado"), referindo-se ao fato de que vários requisitos populares, antes só disponíveis através de atualizações do sistema, agora já vinham incorporados de fábrica. Houve melhorias na expansibilidade do sistema e foram acrescentadas algumas poucas características novas, o que resultou numa máquina de uso geral bastante atrativa para usuários novatos. Realmente, o Apple IIe tornou-se o computador mais longevo em toda a história da Apple, tendo sido produzido e comercializado por quase 11 anos com alterações relativamente pequenas. Por este motivo e por seu uso no campo educacional, tornou-se o modelo mais conhecido desta série nos EUA.
Do fracassado Apple III, o qual veio para substituir emergencialmente, herdou o modo de texto em 80 colunas e o suporte a caixa baixa.

## Características
- Teclado: mecânico, 52 teclas, sem teclado numérico reduzido
- Display:
  - 24 X 40 texto
  - 24 X 80 texto (com placa de 80 colunas)
  - 40 X 40/48 com 16 cores
  - 280 X 160/192 com seis cores
  - 560 X 160/192 com 2 cores
- Expansão:
  - 8 slots internos (7 padrão Apple II de 50 pinos e 1 auxiliar, de 60 pinos)
- Portas:
  - 1 saída para monitor de vídeo
  - 1 saída para joystick
- Armazenamento:
  - Gravador de cassetes a 1 500 bauds, sem controle remoto do motor
  - Drive de disquete externo de 5 1/4" (face simples, 143 Kb)
- Som:
  - Alto-falante embutido

## Clones brasileiros
- Spectrum Microengenho II
- Spectrum ED
- CCE Exato Pro //e
- TK-3000 IIe